# Université des Indes occidentales
L'université des Indes occidentales (en anglais University of the West Indies), fondée en 1948, est partagée par dix-sept États et territoires anglophones des Caraïbes, tous membres du Commonwealth des Nations : Anguilla, Antigua-et-Barbuda, les Bahamas, la Barbade, le Belize, Bermuda, les Îles Vierges britanniques, les Îles Caïmans, la Dominique, la Grenade, la Jamaïque, Montserrat, Saint-Christophe-et-Niévès, Sainte-Lucie, Saint-Vincent-et-les-Grenadines, Trinité-et-Tobago, et les Îles Turks-et-Caïcos.
L'université a trois principaux campus, à Mona (Jamaïque), Saint Augustine (Trinité-et-Tobago) et Cave Hill (Barbade). Elle a également un 4e campus Open UWI permettant aux étudiants des 17 États et territoires d'avoir une formation à distance ou en présentiel sur chaque territoire. Enfin, en 2020, un 5e campus a été inauguré à Antigua-et-Barbuda afin d'ancrer également l'Université au sein de l'OECS.

## Historique
L'université a été créée initialement en 1948 en Jamaïque, sur le campus de Mona, en tant que University College of West Indies (UCWI) comme une part de l'université de Londres. Elle a obtenu le statut d'université indépendante en 1962 (environ 18 000 étudiants en 2020).
Le Campus Saint-Augustine à Trinité-et-Tobago, anciennement l'Imperial College of Tropical Agriculture, a été lancé en 1960 (environ 15 000 étudiants en 2020).
Le campus de Cave Hill à la Barbade a été fondé en 1963 (environ 8 000 étudiants en 2020).
En outre, des centres universitaires sont situés dans chacun des 12 autres pays (OPEN UWI - environ 20 000 étudiants en 2020 dont une part importante à distance ou en formation continue).
Sir William Arthur Lewis a été le premier vice-chancelier, originaire de Sainte-Lucie, il a été le premier Caribéen à diriger l'UCWI de 1958-1960 et comme vice-chancelier de 1960-1963. Il a été remplacé par Sir Philip Sherlock (jamaïcain) et l'un des pères fondateurs de l'université des Antilles occidentales), qui a servi comme vice-chancelier de 1963 à 1969. Sir Roy Marshall, la Barbade a été le vice-chancelier suivant, au service de 1969 à 1974. Il a été remplacé par l'honorable Dr Preston Aston Zachariah, un Jamaïcain, qui est décédé en fonction le 24 juin 1986 après avoir servi à partir de 1974.
Le cinquième a été vice-chancelier l'honorable Sir Alister McIntyre, qui a servi de 1988 à 1998, suivie par l'honorable professeur Rex Nettleford qui a servi de 1998 à 2004. L'actuel vice-chancelier est le professeur E. Nigel Harris.
En 2020, un nouveau campus a été inauguré à Antigua-et-Barbuda.

## Programme internationaux
Depuis 2007-2008, l'université des Indes occidentales a mis en place une filière intégrée de sciences politiques en cinq ans, appelée programme « France Caraïbe ». Associant l'Institut d'études politiques de Bordeaux (France) et l'université des Antilles (Martinique), ce programme donne accès à un triple master en « Études politiques et coopération internationale ». Il est accessible aux étudiants justifiant d'un niveau bac+1, et soumis à un concours d'entrée pour les étudiants français.

## Personnalités liées à l'université

### Professeurs
- Elsa Goveia, première femme professeure à l'université
- Verene Shepherd, professeure d'histoire sociale, directrice de l'Institut des études sur le genre et le développement de l'université

### Étudiants
- Kwame Dawes, poète, dramaturge, essayiste, nouvelliste, universitaire américain.
- Erna Brodber, écrivaine, sociologue et militante sociale jamaïcaine
- Christine Craig, écrivaine jamaïcaine.
- Gloria Escoffery, écrivaine jamaïcaine.
- Myrna Hague, chanteuse jamaïcaine
- Lucille M. Mair, diplomate et universitaire jamaïcaine spécialiste du genre